# August Manns
August Manns (Duitsland, Stolzenburg, 12 maart 1825 – Engeland, West Norwood, 1 maart 1907) was een voornamelijk Brits dirigent van Duitse komaf.

## Achtergrond
August Friedrich Manns werd geboren in het gezin van een glasblazer op de rand van de armoe in Stolzenburg, toen in Pruisen (1945 Stolec in Polen). Hij volgde in eerste instantie in vaders voetsporen, maar snel bleek dat hij daarvoor niet op de wereld was gezet. Een tweede poging, een beroep als schoolmeester, strandde eveneens. August hield meer van muziek. Gedurende zijn leven trouwde hij drie maal, zijn eerste twee vrouwen overleden vroegtijdig. Uit het tweede huwelijk kwam een dochter voort. In mei 1894 liet hij zich tot Brit naturaliseren (vlak voor zijn  tweede huwelijk). In 1903 werd hij “geridderd” tot Knight Bachelor.

## Muziek
Hij leerde al op jonge leeftijd dwarsfluit spelen om in het familie-orkestje te spelen. Later kwamen daarbij de klarinet en viool bij. De leraar was zijn oom. Een aantal jaren verder kreeg hij lessen van de stadsmuzikant van Elbing. Daar maakte hij kennis met muziek voor kleine orkesten en als onderdeel daarvan transponeren. Hij speelde al snel in  plaatselijke orkestjes (viool in de een, klarinet in de ander). Zijn muzikaliteit viel op en hij kreeg onderwijs in harmonieleer en compositie. Vervolgens doemde zijn dienstplicht op; hij kwam daar onderuit door klarinet te gaan spelen in het infanterieorkest gestationeerd in Danzig. Tegelijkertijd speelde hij viool in theaters, tijdens concerten en begeleidde balletten. Na het infanterieorkest trad hij toe tot het orkest van Josef Gungl, gevestigd in Berlijn (1848). Hij schoof daar het orkest van de Krolloper (1849-1851) totdat dat in 1851 afbrandde. Hij was er soloviolist en dirigent. Na de brand hoefde hij niet stil te zitten, hij ging leiding geven aan het orkest van Albrecht von Roon. Voor dat blaasorkest schreef hij arrangementen van symfonisch werk van onder meer Ludwig van Beethoven. In 1854 nam hij afscheid van dat orkest. De reden was niet muzikaal, maar men had hem erop gewezen dat tijdens een optreden zijn knopen niet gepoetst waren zoals het hoorde. Manns ging niet bij de pakken neerzitten.

## Crystal Palace
Hij werd door Henry Schallehn aan het werk gezet voor zijn harmonieorkest (eveneens militair) in Crystal Palace, een (toen) buitenwijk van Londen. Hij speelde er weer klarinet en mocht af en toe ook dirigeren. Lang duurde het niet want Schallehn pikte een  compositie van Manns in. De daaropvolgende ruzie werd in het nadeel van Manns beslecht. Hij kon vertrekken en ging vioolles geven, maar speelde ook in het operaorkest van Edinburgh.

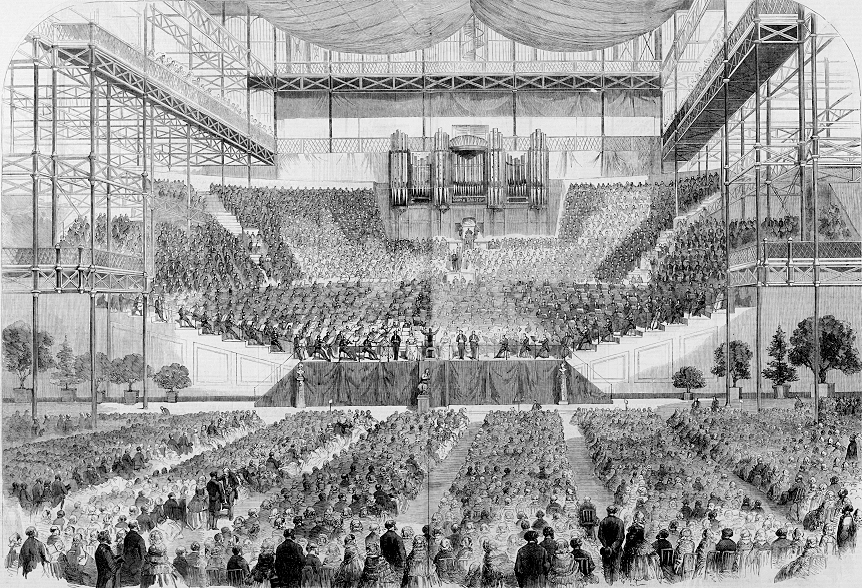
Een concert in Crystal Palace in 1857

Zijn roem was hem vooruitgesneld want in 1855 kon hij dirigeren in Amsterdam. Hij werd daarna teruggeroepen. Het bestuur van het Crystal Palace-orkest onder leiding van George Grove (van de latere Grove dictionary of music and musicians) had Schallehn aan de kant gezet in verband met matige prestaties. Het blad The Musical World zag Mann met vertrouwen tegemoet. Hij zou het orkest kunnen opstuwen in de vaart der volkeren. Het toen nog kleine blaasorkest werd uitgebreid met strijkers en er ontstond een vaste basis van 34 man. Daarna groeide het orkest langzaam uit tot een volwaardig orkest, waarvoor een aparte concertzaal in het glasgebouw werd gebouwd. Manns gaf van 1855 tot 1901 tal van concerten. Manns zou leiding geven aan werken van ongeveer 300 componisten. Het merendeel daarvan was afkomstig uit Duitsland dan wel Oostenrijk-Hongarije. Hij negeerde echter de Britse muziek niet. Hij introduceerde werken van Charles Villiers Stanford, Charles Hubert Parry, Hamish MacCunn, Edward Elgar en Edward German. Ook liet hij de concertbezoekers kennismaken met de muziek van Arthur Sullivan, die hem eeuwig dankbaar bleef. Hij probeerde ook te vernieuwen door muziek te spelen van Johannes Brahms, Joachim Raff en Antonín Dvořák. Van Manns verschenen toen ook de eerste plaatopnamen in de hoedanigheid van Georg Friedrich Händels Israël in Egypte. Dat laatste kwam mede doordat Manns steeds vaker ook deelnam aan de Händelfestivals, waarbij soms ook inviel als vaste dirigent Michael Costa af moest zeggen. Hij had weinig schnabbelconcerten, maar dirigeerde wel op diverse plaatsen binnen het Verenigd Koninkrijk. 1 maart 1890 kwam de Noorse pianiste Agathe Backer-Grøndahl concerteren in Crystal Palace. Zij speelde het Pianoconcert van Edward Grieg en twee werken van Camille Saint-Saëns met Manns en diens Crystal Palace Saturday Orchestra. Na 1890 kwamen er naar zijn voorbeeld meer orkesten met zalen en het belang van het Crystal Palace-orkest nam af. Hij bleef er echter leiding aan geven tot zijn pensioen op 24 april 1901.
- Bibliothèque nationale de France: cb14842034q (data)
- Gemeinsame Normdatei: 116734787
- International Standard Name Identifier: 0000 0000 3475 9614
- Library of Congress Control Number: n97862445
- MusicBrainz: 0d0ced92-d2d0-46ab-ba35-f4e900cda78e
- Nederlandse Thesaurus van Auteursnamen: 200023071
- SNAC: w6p84pjr
- Virtual International Authority File: 7654360
- WorldCat: E39PBJdRBx9jW3mjVMW6YkK8G3